# Рогальський Микола Сильвестрович
Микола Сильвестрович Рогальський (23 лютого 1894 - †?) - підполковник Армії УНР.
Народився у с. Юрківці Київської губернії. Закінчив Володимирське військове училище (1915). Брав участь у Першій світовій війні. Останнє звання у російській армії — поручик.
У 1918 р. — організатор та керівник загонів Вільного Козацтва. З 3 березня 1918 р. старшина 2-го Запорізького полку Окремої Запорізької дивізії військ Центральної Ради. 
З 2 листопада 1918 р. — командир куреня 2-го Запорізького полку ім. І. Мазепи Республіканської дивізії військ Директорії, згодом — Дієвої армії УНР. З січня 1920 р. старшина 6-ї Січової дивізії Армії УНР, з квітня 1920 р. — старшина 4-ї бригади Армії УНР. З 11 листопада 1920 р. — заступник командира 2-го куреня ім. І. Мазепи 1-ї Запорізької дивізії Армії УНР. 
У 1920—30-х рр. мешкав на еміграції у Польщі, з 1945 р. — у Німеччині.